# Eparchie lvovská (PCU)
Eparchie Lvov je eparchie pravoslavné církve Ukrajiny.

## Území a titul biskupa
Zahrnuje správní hranice území Lvovské oblasti.
Eparchiálnímu biskupovi náleží titul biskup lvovský.

## Historie
Eparchie byla zřízena roku 1989 po obnovení Ukrajinské autokefální pravoslavné církve. Roku 1700 byla předchozí lvovská eparchie plně převedena do unie (archieparchie lvovská). O pravoslavné věřící v Haličsko-vladiměřském království se nějakou dobu starala metropole bukovinská. Roku 1940 byla obnovena eparchie lvovská Ruské pravoslavné církve.
Roku 1992 se eparchie Ruské pravoslavné církve v čele s Andrijem (Horakem) spolu s eparchií Ukrajinské autokefální pravoslavné církve připojila k vytvoření Ukrajinské pravoslavné církve Kyjevského patriarchátu. Brzy však byla na území obnovena hierarchie Ruské pravoslavné církve. Později se eparchie UAPC rozhodla odpojit od Kyjevského patriarchátu.
Roku 2018 došlo ke spojení s Pravoslavnou církví Ukrajiny. Od této doby má církev dvě eparchie se sídlem ve Lvově.

## Seznam biskupů
- - Seznam biskupů do roku 1700 se nachází v článku eparchie lvovská.
- 1990–1992 Ioan (Bodnarčuk)
- 1992–1996 Petro (Petrus)
- od 1996 Makarij (Maletyč)